# Nachal Pera
Nachal Pera (hebrejsky נחל פרע) je vodní tok v Izraeli, respektive na Golanských výšinách okupovaných Izraelem od roku 1967.
Začíná v severní části Golanských výšin a směřuje k západu, jen mírně zahloubeným údolím. Podél trasy se nacházejí ruiny dvou arabských vesnice, jež tu stávaly do roku 1967: Ajn Fit a výše proti proudu Zaura. Ústí do řeky Banias (zvané též Nachal Chermon) na okraji vesnice Snir. Nachal Pera nemá stálý celoroční průtok. Výraznější stav vody je zde během dešťové sezóny v zimě, kdy je turisticky vyhledávaný zejména soutok s Nachal Chermon.